# The Prince and Me 4: The Elephant Adventure
The Prince and Me 4: The Elephant Adventure (The Prince and Me 4: Royal Adventures in Paradise nombre para televisión), (El príncipe y yo 4: un viaje por el lejano oriente en Hispanoamérica y El príncipe y yo 4: el primer aniversario en España), es una película estadounidense de 2010, dirigida por Catherine Cyran.

## Argumento
Un año después de su boda real, el Rey Edvard (Chris Geere) y la Reina Paige (Kam Heskin), de Dinamarca, reciben una invitación para asistir a la boda de la princesa de Myra Sangyoon. A su llegada, Paige encuentra a Myra quien es infeliz con su matrimonio arreglado con el inquietante y siniestro Kah, y está secretamente enamorada de un controlador de elefantes llamado, Alu. Cuando el romance secreto entre Myra y Alu se pone de manifiesto, Alu es arrojado a la cárcel, y el elefante sagrado de matrimonio se pierde en la selva. Para salvar a la Princesa Myra, Paige y Eddie tiene que encontrar el elefante y liberar a Alu antes de convencer al rey de Sangyoon que reine el verdadero amor supremo sobre todos. La aventura perfecta para celebrar su primer aniversario.

## Elenco
- Chris Geere es Rey Edvard.
- Kam Heskin es Reina Paige Morgan.
- Jonathan Firth es Soren.
- Selina Lo es Rayen.
- Ase Wang es Myra.
- David Bueno es Soldado #3.
- Prinya Intachai es Kah.
- Frank DeMartini es El baterista - en los créditos.
- Joe Cummings es Violinista.
- Vithaya Pansringarm es Rey Saryu.
- Leigh Barwell es Enfermera.
- David Allen Jones es Guitarrista – en los créditos.
- Amarin Cholvibul es Alu.
- Felix John Fraser es Agente del Servicio Secreto #2.
- John Dang es Singer – en los créditos.
- Charlie Ruedpokanon es Soldado #2.
- Peter Mossman es Agente del Servicio Secreto #1.